# Heterocypris dentata
Heterocypris dentata är en kräftdjursart som först beskrevs av Sharpe 1918.  Heterocypris dentata ingår i släktet Heterocypris och familjen Cyprididae. Inga underarter finns listade i Catalogue of Life.